# Plautia Urgulanilla
Plautia Urgulanilla est la première épouse de Claude. Elle fut accusée d'adultère et répudiée en 24.

## Biographie
Plautia est la première épouse de Claude. Sa famille était d'origine étrusque, ce qui expliquerait en partie que Claude se soit intéressé à ce peuple, à sa culture et à son histoire, en ayant accès aux archives de cette aristocratique famille. Une inscription fragmentaire découverte sur le site étrusque de Tarquinia porte un nom ORGOL[lacune], qui se rapproche du cognomen URGULANIUS ou URGULANUS et confirme cette origine.
Sa grand-mère Urgulania était une intime de Livie, l'épouse d'Auguste, qui apparait chez Tacite sur les années 16 et 24,. Son fils unique Marcus Plautius Silvanus fut consul en 2 av. J.-C., fit campagne avec Tibère en Illyrie et en Pannonie et fut honoré des ornements triomphaux. Marcus Silvanus épousa Lartia, nom étrusque, et eut trois garçons et une fille, Plautia Urgulanilla, qui est la dernière.
Après le décès subit d'une première fiancée Livia Medullina, Claude fut marié à Plautia entre 8 ap. J.-C. et avant la fin de 12 ap. J.-C., ce que l'on déduit d'une lettre d'Auguste citée par Suétone, qui suggère que Claude soit accompagné lors de la célébration des jeux de son parent Silvanus, vraisemblablement un frère de Plautia. Jacques Heurgon et Barbara Levick admettent une datation plus resserrée, entre 9 ap. J.-C. et 10 ap. J.-C..  
Elle donna naissance à un fils, Claudius Drusus, dont les fiançailles furent projetées vers les années 20 avec Aelia Iunilla, fille du préfet du prétoire Séjan, qui intriguait pour se rapprocher du pouvoir par une union avec la famille impériale. Claudius Drusus mourut accidentellement peu de temps après ses fiançailles officielles, étouffé par une poire.
Selon Suétone, Claude divorça vers 24 pour adultère. De plus, Claude soupçonnait Plautia d’être impliquée dans le meurtre de sa belle-sœur Apronia. Cette séparation semble aussi favoriser les manœuvres de Séjan, en permettant à Claude d'épouser Aelia Paetina, apparentée à la famille de Séjan. 
Urgulanilla eut une fille, Claudia, née cinq mois après son divorce avec Claude. Claudia était reconnue comme la fille illégitime d’un affranchi, Boter. Claude refusa l’enfant et la fit porter sur le seuil d’Urgulanilla.